# Milange (distrito)
Milange é um distrito da província da Zambézia, em Moçambique, com sede na vila de Milange. Tem limite, a norte com o distrito de Molumbo, a oeste com o Malawi, a sul com o distrito de Morrumbala, e a leste com os distritos de Mocuba e Lugela.
Com 498 635 habitantes, em 2007, Milange continuava a ser o distrito da Zambézia com mais população, superando os seus vizinhos Morrumbala e Mocuba.

## Demografia

### População
Em 2007, o Censo indicou uma população de 498 635 residentes. Com uma área de 9842  km², a densidade populacional rondava os 50,66 habitantes por km².
De acordo com o Censo de 1997, o distrito tinha 335 728 habitantes e uma área de 9794 km², daqui resultando uma densidade populacional de 34,3 habitantes por km².
| 1980    | 1997    | 2007    |
| 291 445 | 335 728 | 498 635 |

## Divisão administrativa
O distrito está dividido em três postos administrativos: Majaua, Milange e Mongue. Estes, por sua vez, eram compostos por 11 localidades e um município, Milange:
- Posto Administrativo de Majaua:
  - Dachudua
  - Majaua
  - Zalimba
- Posto Administrativo de Milange:
  - Chitambo
  - Corromana
  - Liciro
  - Município de Milange
  - Tengua
  - Vulalo
- Posto Administrativo de Mongue:
  - Dulanha
  - Mongue
  - Sabelua

De notar que em 1998 a vila de Milange, até então uma divisão administrativa a nível de localidade, foi elevada à categoria de município.